# Jezioro Likieckie
Jezioro Likieckie – jezioro w woj. kujawsko-pomorskim, w powiecie lipnowskim, w gminie Skępe, leżące na terenie Pojezierza Dobrzyńskiego. Wypływa z niego rzeka Mień. 

## Dane morfometryczne
Powierzchnia zwierciadła wody wynosi 52,5 ha.
Zwierciadło wody położone jest na wysokości 123,3 m n.p.m.. Średnia głębokość jeziora wynosi 0,3 m, natomiast głębokość maksymalna 1,2 m.
Na podstawie badań przeprowadzonych w 1993 roku wody jeziora sklasyfikowano poza klasą klasy czystości.

## Hydronimia
Według urzędowego spisu opracowanego przez Komisję Nazw Miejscowości i Obiektów Fizjograficznych (KNMiOF) nazwa tego jeziora to Jezioro Likieckie.